# Stefan Dinter

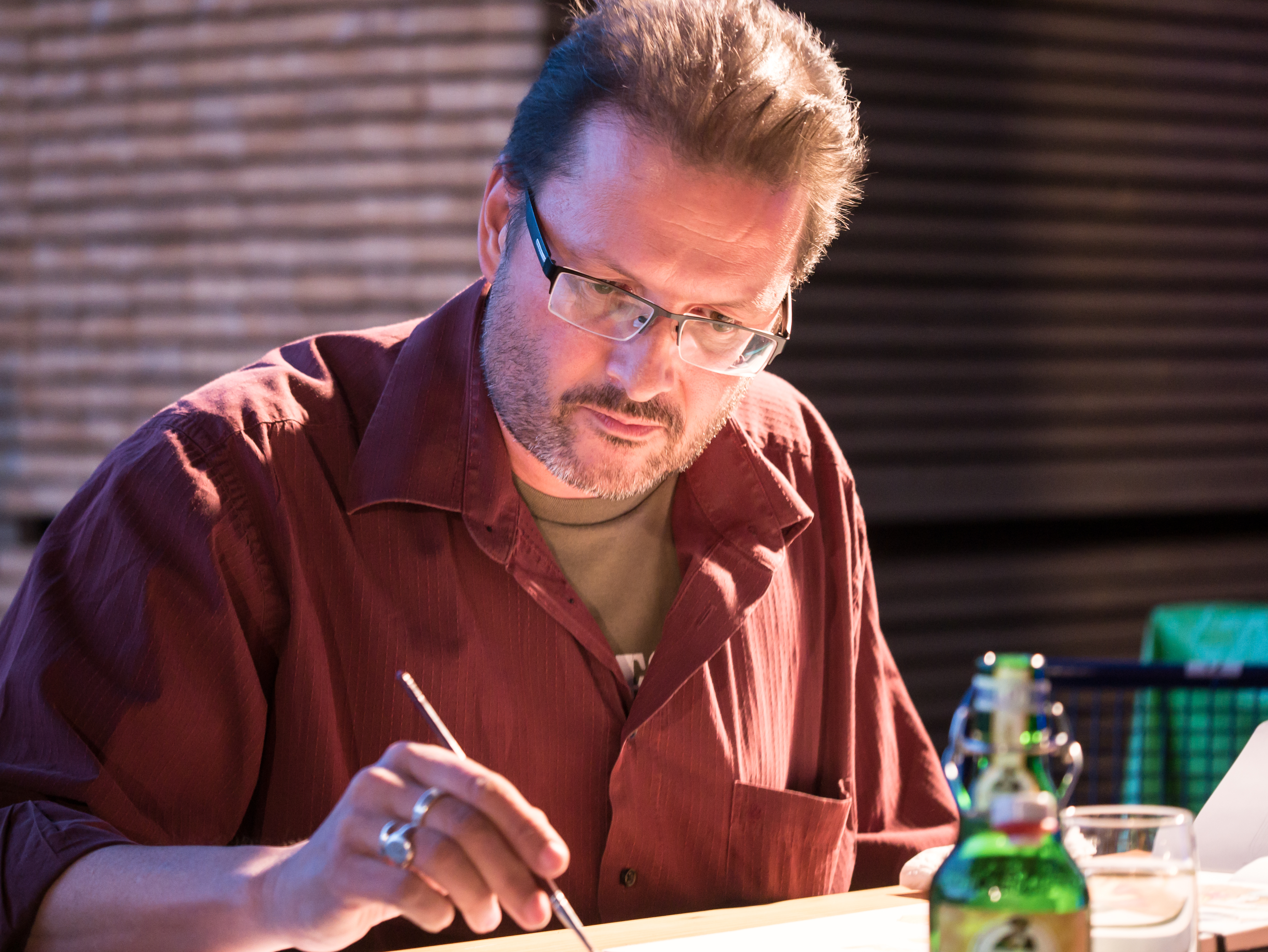
Stefan Dinter beim Hausacher Leselenz 2015

Stefan Dinter (* 1965 in Singen am Hohentwiel) ist ein deutscher Illustrator und Comiczeichner. Er lebt und arbeitet in Stuttgart.

## Ausbildung und Schaffen
Dinter wuchs als ältester Sohn einer Landarztfamilie in Gaienhofen am Bodensee auf. Er veröffentlichte erste Comics in der Schülerzeitung des Ambrosius Blarer Gymnasiums dort selbst ab 1979, seine erste außerschulische Veröffentlichung war im Fanzine PLOP. 1982 startete er mit seinen Brüdern, Matthias Dinter und Jan Dinter, und den Brüdern Dirk und Jens Abmeyer das Comic-Fanzine Sex Terry, das neun Ausgaben lang erschien und hauptsächlich Science-Fiction-Funnies abdruckte. Durch die Arbeit an diesem Fanzine entstand der Kontakt zu Christian Heesch, dem späteren Gründer des Zwerchfell Verlags. In diesem Verlag sind viele von Dinters Comics erschienen. Aus stilistischen Vorbildern wie etwa Jack Kirby, Frank Margerin und den Captain-Future-Zeichnern Takuo Noda und Toshio Mori hat Dinter eine ganz eigene, klare Linie entwickelt.
Während des Kommunikationsdesign-Studiums (Schwerpunkt Illustration) an der Merz Akademie, Stuttgart (1989–1993) verbrachte Dinter ein Praxissemester beim US-amerikanischen Comicverlag Fantagraphics. Hier arbeitete er unter anderem als Art Director für den Unterverlag Eros Comix und das Magazin Amazing Heroes sowie als Assistant Editor für Monster Comics. Er schloss das Studium 1993 mit einer zweibändigen Diplomarbeit über die Entwicklung der amerikanischen Underground Comix ab. Seitdem arbeitet er als Illustrator und Comiczeichner in Stuttgart.
Dinter arbeitet bei seinen Comics oft im Team, besonders mit seinen Brüdern. Zu dritt gestalteten sie die Sigurd-Parodie Bolf – Akim Asylum, den Tarzan-Spoof Knurf – Held der Grünen Hölle und ihren bis dato größten Erfolg, Die Kleinen Mutterficker (5 Bände), alle für den Hamburger Zwerchfell Verlag. Für die Stuttgarter Dino Entertainment entstand mit dem gleichen Team (plus Kim Schmidt) 1998 die TV-Adaption Ein Heim für Aliens. Mit seinem Bruder Jan betreute er ab 2001 den wöchentlichen Mutterficker-Spin-off-Strip Hangin' Out, der in der Jugendzeitschrift YAM! abgedruckt wurde. Mit Isabel Kreitz und Eckart Breitschuh erschuf Dinter 2000 bis 2002 die Comicreihe Mabuse, eine Fortsetzung der Romanserie von Norbert Jacques beim Carlsen Verlag. Von 2004 bis 2007 gestaltete er zusammen mit Holger Bommer, Christopher Tauber und Jan Dinter den wöchentlichen Abenteuercomic Elli Scout für die Jugendseite Junge Szene der Stuttgarter Zeitung. 2008 erscheint in Zusammenarbeit mit Naomi Fearn die Comicadaption des Jugendromans Katie Cat bei Egmont Ehapa. Als Letterer arbeitet Dinter zusammen mit Thomas Groß seit 1998 für den Carlsen Verlag und den Ehapa Verlag.
Dinter ist seit 2000 für den Zwerchfell Verlag als Redakteur tätig und betreut unter anderem die Reihen Zuckerfisch von Naomi Fearn, Disco Amore von Christopher Tauber und Krigstein von Haimo Kinzler.

## Weitere Projekte
Nach verschiedenen Comicworkshops in Jugendkunstschulen wurde Dinter 2005 der Werkstattleiter im Bereich Comic am Literaturhaus Stuttgart. Die ersten beiden Workshops in dieser Konstellation fanden einerseits an der Staatsgalerie Stuttgart, begleitend zur Ausstellung Funny Cuts, und andererseits in Czernowitz am Bukowina Zentrum statt. Seitdem ist Dinter in das Projekt Unterricht im Dialog des Literaturhauses Stuttgart eingebunden und unterrichtet Comics im Deutschunterricht an Stuttgarter Schulen. Ein Ergebnis dieser Arbeit ist sein
Buch Comics Machen Schule (2007), das Wege der Vermittlung von Comics im Schulunterricht aufzeigt.

## Auszeichnungen
- ICOM Independent Comic Preis 1996 für Knurf – Held der grünen Hölle
- ICOM Independent Comic Preis 2011 für Die Toten 1 + 2